# Peter van Eyck
Peter van Eyck, pseudonimo di Götz von Eick (Steinwehr, 16 luglio 1911 – Männedorf, 15 luglio 1969), è stato un attore tedesco naturalizzato statunitense.

## Biografia
Peter van Eyck nacque in una nobile famiglia di proprietari terrieri a Steinwher (Pomerania orientale), all'epoca territorio tedesco e oggi in Polonia, odierna Kamienny Jaz. Dopo il diploma studiò musica e lasciò la Germania nel 1931. Visse a Parigi, Londra, Tunisi, Algeri e a Cuba, prima di imbarcarsi per l'America come mozzo su un transatlantico. Stabilitosi a New York, si guadagnò da vivere suonando il pianoforte e componendo musica per cabaret e riviste. Fu inoltre assistente di produzione del musicista Irving Berlin e apprezzato arrangiatore per altri compositori.
Dopo aver lavorato per qualche tempo come assistente alla regia presso la compagnia teatrale del Mercury Theatre di Orson Welles, van Eyck si trasferì a Hollywood ed ottenne la cittadinanza americana nel 1943. In un'epoca in cui gli attori in grado di interpretare figure di militari tedeschi e di sinistri nazisti erano molto richiesti nel cinema di propaganda, van Eyck iniziò a ottenere ruoli in pellicole quali I cinque segreti del deserto (1943) di Billy Wilder, La luna è tramontata (1943), tratto dall'omonimo romanzo di John Steinbeck, e L'impostore (1944) di Julien Duvivier.
Dopo aver prestato servizio nell'esercito statunitense, alla fine della seconda guerra mondiale van Eyck fece rientro in Germania e tornò a recitare nel 1949 nel film Hallo, Fraülein. Durante gli anni cinquanta lavorò sia in Europa che negli Stati Uniti, prestando la propria maschera dai tratti glaciali a diversi personaggi negativi, in genere inflessibili militari e astuti villain. Tra i suoi ruoli migliori, quello del camionista Bimba nel dramma Vite vendute (1953), uno dei capolavori del cinema francese, quello di Thaddeus in Rapporto confidenziale (1955) di Orson Welles, e quello del colonnello Von Andre, ex ufficiale nazista, nell'avventuroso La preda umana (1956), a fianco di Richard Widmark e Trevor Howard.
Anche negli anni sessanta, van Eyck proseguì un'intensa carriera nel cinema tedesco, con interpretazioni sempre caratterizzate da finezza e distaccata ironia, in particolare nelle pellicole noir Il diabolico dottor Mabuse (1960) di Fritz Lang e I raggi mortali del dottor Mabuse (1964) di Hugo Fregonese, e continuando ad apparire in produzioni internazionali come Il giorno più lungo (1962), rievocazione dello sbarco in Normandia, La guerra segreta (1965) e La spia che venne dal freddo (1965).
L'ultima apparizione cinematografica di van Eyck fu nel ruolo del Generaloberst von Brock, ufficiale della Wehrmacht, nel film bellico Il ponte di Remagen (1969). L'attore morì a Männedorf (Canton Zurigo) il 15 luglio 1969, il giorno prima del suo 58º compleanno, a causa di una setticemia.

## Vita privata
Dopo un breve matrimonio negli anni quaranta con l'attrice e modella americana Ruth Ford (da cui ebbe la figlia Shelley, nata nel 1941), van Eyck si risposò con Inge von Voris, da cui ebbe altre due figlie, Kristina e Claudia.

## Filmografia
- Hitler's Children, regia di Edward Dmytryk e, non accreditato, Irving Reis (1943)
- La luna è tramontata (The Moon is Down), regia di Irving Pichel (1943)
- La bandiera sventola ancora (Edge of Darkness), regia di Lewis Milestone (1943) (non accreditato)
- I cinque segreti del deserto (Five Graves to Cairo), regia di Billy Wilder (1943)
- Convoglio verso l'ignoto (Action in the North Atlantic), regia di Lloyd Bacon (1943) (non accreditato)
- Il pazzo di Hitler (Hitler's Madman), regia di Douglas Sirk (1943) (non accreditato)
- L'impostore (The Impostor), regia di Julien Duvivier (1944)
- Address Unknown, regia di William Cameron Menzies (1944)
- Resisting Enemy Interrogation (1944) (non accreditato)
- Hallo, Fräulein!, regia di Rudolf Jugert (1949)
- Königskinder, regia di Helmut Käutner (1950)
- Export in Blond, regia di Eugen York (1950)
- La traversata del terrore (Epilog: Das Geheimnis der Orplid), regia di Helmut Käutner (1950)
- Furioso, regia di Johannes Meyer (1950)
- La terza da destra (Die Dritte von rechts), regia di Géza von Cziffra (1950)
- Rommel, la volpe del deserto (The Desert Fox: The Story of Rommel), regia di Henry Hathaway (1951) (non accreditato)
- La tentatrice della Casbah (Au coeur de la Casbah), regia di Pierre Cardinal (1952)
- Vite vendute (Le salaire de la peur), regia di Henri-Georges Clouzot (1953)
- Marinai del re (Single-Handed), regia di Roy Boulting (1953)
- Allarme a sud (Alerte au sud), regia di Jean-Devaivre (1953)
- Gente di notte (Night People), regia di Nunnally Johnson (1954)
- Il grande giuoco (Le Grand Jeu), regia di Robert Siodmak (1954)
- Il fuoco nelle vene (La chair et le diable), regia di Jean Josipovici (1954)
- Tarzan e la giungla proibita (Tarzan's Hidden Jungle), regia di Harold D. Schuster (1955)
- Rapporto confidenziale (Mr. Arkadin), regia di Orson Welles (1955)
- Spionaggio atomico (A Bullet for Joey), regia di Lewis Allen (1955)
- Sofia e il delitto (Sophie et le crime), regia di Pierre Gaspard-Huit (1955)
- L'inferno è a Dien Bien Fu (Jump Into Hell), regia di David Butler (1955)
- I corsari del grande fiume (The Rawhide Years), regia di Rudolph Maté (1955)
- Il cavaliere di Gerusalemme (Der Cornet - Die Weise von Liebe und Tod), regia di Walter Reisch (1955)
- La preda umana (Run for the Sun), regia di Roy Boulting (1956)
- Prima linea (Attack), regia di Robert Aldrich (1956)
- X 3 operazione dinamite (Le feu aux poudres), regia di Henri Decoin (1957)
- Fric-frac en dentelles, regia di Guillaume Radot (1957)
- Delitto sulla Costa Azzurra (Retour de manivelle), regia di Denys de La Patellière (1957)
- Il grattacielo del delitto (Der gläserne Turm), regia di Harald Braun (1957)
- Tutti possono uccidermi (Tous peuvent me tuer), regia di Henri Decoin (1957)
- Il dottor Crippen è vivo! (Dr. Crippen lebt), regia di Erich Engels (1958)
- La ragazza Rosemarie (Das Mädchen Rosemarie), regia di Rolf Thiele (1958)
- L'angelo sporco (Schmutziger Engel), regia di Alfred Vohrer (1958)
- Delitto in tuta nera (The Snorkel), regia di Guy Green (1958)
- X 9 agente Interpol (Schwarze Nylons - Heiße Nächte), regia di Alfred Braun e Erwin Marno (1958)
- Stanotte sarai mia (Du gehörst mir), regia di Wilm ten Haaf (1959)
- Rommel chiama Cairo (Rommel ruft Kairo), regia di Wolfgang Schleif (1959)
- Anonima divorzi (Lockvogel der Nacht), regia di Wilm ten Haaf (1959)
- Sulla via del delitto (Verbrechen nach Schulschluß), regia di Alfred Vohrer (1959)
- Il resto è silenzio (Der Rest ist Schweigen), regia di Helmut Käutner (1959)
- Neurose (Labyrinth), regia di Rolf Thiele (1959)
- I sicari di Hitler (Geheimaktion schwarze Kapelle), regia di Ralph Habib (1959)
- I pirati del cielo (Abschied von den Wolken), regia di Gottfried Reinhardt (1959)
- Notte d'inferno (Liebling der Götter), regia di Gottfried Reinhardt (1960)
- Il diabolico dottor Mabuse (Die 1000 Augen des Dr. Mabuse), regia di Fritz Lang (1960)
- Foxhole in Cairo, regia di John Llewelleyn Moxey (1960)
- Il mondo nella mia tasca (An einem Freitag um halb zwölf), regia di Alvin Rakoff (1961)
- Legge di guerra, regia di Bruno Paolinelli (1961)
- No pasaran (La fête espagnole), regia di Jean-Jacques Vierne (1961)
- Die Stunde, die du glücklich bist, regia di Rudolf Jugert (1961)
- Accusa di omicidio (Unter Ausschluß der Öffentlichkeit), regia di Harlad Philipp (1961)
- Ma Costanza si porta bene? (Finden sie, daß Constanze sich richtig verhält?), regia di Tom Pesvner (1962)
- Il giorno più lungo (The Longest Day), regia di Ken Annakin, Andrew Marton e Bernhard Wicki (1962)
- Codice ZX3 controspionaggio! (The Devil's Agent), regia di John Paddy Carstairs (1962)
- L'uomo che vinse la morte (The Brain), regia di Freddie Francis (1962)
- Avamposto Sahara (Station Six-Sahara), regia di Seth Holt (1962)
- Agente speciale Eva: missione Sex (Verführung am Meer), regia di Jovan Zivanovic (1963)
- Scotland Yard contro Dr. Mabuse (Scotland Yard jagt Dr. Mabuse), regia di Paul May (1963)
- Nude per amare (Das große Liebesspiel), regia di Alfred Weidenmann (1963)
- Alibi per un assassino (Ein Alibi zerbricht), regia di Alfred Vohrer (1963)
- Kennwort... Reiher, regia di Rudolf Jugert (1964)
- I raggi mortali del dottor Mabuse (Die Todesstrahlen des Dr. Mabuse), regia di Hugo Fregonese e Victor De Santis (1964)
- La guerra segreta (The Dirty Game), regia di Christian-Jaque e Werner Klingler (1965)
- I misteri della giungla nera, regia di Luigi Capuano (1965)
- Die Herren, regia di Franz Seitz e Rolf Thiele (1965)
- Sparate a vista su Killer Kid (Duell vor Sonnenuntergang), regia di Leopold Lahola (1965)
- La spia che venne dal freddo (The Spy Who Came in from the Cold), regia di Martin Ritt (1965)
- Vicky...Cover Girl (À belles dents), regia di Pierre Gaspard-Huit (1966)
- Comando de asesinos, regia di Julio Coll (1966)
- Requiem per un agente segreto, regia di Sergio Sollima (1966)
- L'uomo che valeva miliardi (L'homme qui valait des miliards), regia di Michel Boisrond (1967)
- Rose rosse per il führer, regia di Fernando Di Leo (1968)
- Tuvia Vesheva Benotav, regia di Menahem Golan (1968)
- Mandato di uccidere (Assignment to Kill), regia di Sheldon Reynolds (1968)
- Shalako, regia di Edward Dmytryk (1968)
- Il ponte di Remagen (The Bridge at Remagen), regia di John Guillermin (1969)

## Doppiatori italiani
Nelle versioni in italiano dei suoi film, Peter van Eyck è stato doppiato da:
- Emilio Cigoli in I cinque segreti del deserto, Il dottor Crippen è vivo!, I sicari di Hitler, L'uomo che vinse la morte
- Renato Turi in Requiem per un agente segreto,  Rose rosse per il Fuhrer, Il ponte di Remagen
- Manlio Busoni in Gente di notte, Rapporto confidenziale
- Aldo Giuffré in Prima linea, Shalako
- Nando Gazzolo in La ragazza Rosemarie, Stanotte sarai mia
- Sergio Tedesco in I raggi mortali del dottor Mabuse, I misteri della giungla nera
- Giuseppe Rinaldi in Vite vendute
- Giulio Panicali in Marinai del re
- Nino Pavese in Spionaggio atomico
- Stefano Sibaldi in I corsari del grande fiume
- Mario Pisu in La preda umana
- Gualtiero De Angelis in Il diabolico dottor Mabuse
- Renato De Carmine in Il giorno più lungo
- Pino Locchi in La spia che venne dal freddo
- Riccardo Cucciolla in La guerra segreta
- Silvano Tranquilli in Sparate a vista su Killer Kid